# Heves (ancien comitat)
Heves est un ancien comitat de la Grande Hongrie, au sein de l'Autriche-Hongrie. Il forme actuellement le comitat moderne de Heves.